# Claudio Corti (Radsportler)
Claudio Corti (* 1. März 1955 in Bergamo) ist ein ehemaliger italienischer Radrennfahrer, Weltmeister und Sportlicher Leiter von Radsportteams.
Nachdem Claudio Corti 1976 italienischer Vize-Meister im Straßenrennen geworden war, errang er im Jahr darauf bei den UCI-Straßen-Weltmeisterschaften 1977 im venezolanischen San Cristóbal den Titel des Weltmeisters im Straßenrennen der Amateure. Im selben Jahr gewann er den Giro Ciclistico d’Italia, die Italienrundfahrt für Amateure.
1978 unterschrieb Corti einen Vertrag als Profi. 1980 und 1984 gewann er den Giro del Friuli. Ebenfalls 1984 wurde er Vize-Weltmeister im Straßenrennen der Profis bei den UCI-Straßen-Weltmeisterschaften 1984 in Barcelona.
1985 wurde Claudio Corti italienischer Meister im Straßenrennen und gewann den Giro del Veneto, den Giro di Romagna sowie den Giro dell’Umbria. 1986 wurde er ein zweites Mal italienischer Meister und siegte beim Giro di Toscana. 1987 gewann er den Giro del Trentino. Einmal, 1987, startete Corti bei der Tour de France und einmal bei der Vuelta a España (Platz 54 im Jahr 1985). Den Giro d’Italia hingegen fuhr er zwischen 1978 und 1989 zwölfmal, seine beste Platzierung war Rang fünf im Jahre 1986. Regelmäßig fuhr er auch die Klassiker, 1985 wurde er Fünfter der Lombardei-Rundfahrt.
Die letzten beiden Jahre als Profi fuhr Corti im Team Chateau d’Ax, später Team Polti; nach dem Ende seiner aktiven Laufbahn wechselte er in die Leitung des Teams. Von 1997 bis 2004 leitete er das Saeco-Team und 2005 Lampre. Von 2006 bis 2009 war er Sportlicher Leiter von Team Barloworld. Von 2012 bis 2016 leitete er das Team Colombia Coldeportes.
Auch Claudio Cortis Sohn Marco ist Radrennfahrer.